# Административное деление Макао
Макао на сегодняшний день состоит из 8 фрегезий. К концу существования португальского Макао, Макао был административно разделён на два муниципалитета (порт. concelhos) - муниципалитет Макао и муниципалитет Ильяс, и 7 фрегезий (порт. freguesias). Фрегезии были административными подразделениями муниципалитетов. 
После передачи суверенитета над Макао от Португалии Китаю в 1999 году, эти муниципалитеты были официально упразднены 31 декабря 2001 года Законом № 17/2001, а фрегезии ещё по-прежнему официально признаются подразделениями, но только по символическим причинам.

## Список фрегезий специального административного района Макао
| №                             | Фрегезия                                                                            | на португальском и китайском | Площадь на км² |
| ----------------------------- | ----------------------------------------------------------------------------------- | --- | -------------- |
| 1                             | Носса-Сеньора-ди-Фатима                                                             | Nossa Senhora de Fátima, 花地瑪堂區 | 3,2            |
| 2                             | Санту-Антониу                                                                       | Santo António, 花王堂區 | 1,1            |
| 3                             | Сан-Лазаро                                                                          | São Lázaro, 望德堂區 | 0,6            |
| 4                             | Се                                                                                  | Sé, 大堂區 | 3,4            |
| 5                             | Сан-Лоренсу                                                                         | São Lourenço, 風順堂區 | 1,0            |
| полуостров Макао              | полуостров Макао                                                                    | Península de Macau, 澳門半島 | 9,3            |
| 6                             | Тайпа (Носса-Сеньора-ду-Карму)                                                      | Taipa (Nossa Senhora do Carmo), 氹仔 (嘉模堂區)                                                                                           | 7,9            |
| 7                             | Котай                                                                               | Cotai, 路氹城 | 6,1            |
| 8                             | Колоан (Сан-Франсиску-Шавьер)                                                       | Coloane (São Francisco Xavier), 路環 (聖方濟堂區)                                                                                         | 7,6            |
| -                             | Зона А — новая городская зона                                                       | Zona A das Novas Zonas Urbanas, 新城A區                                                                                                   | 1,4            |
| -                             | Административная зона КПП Макао на искусственном острове моста Гонконг—Чжухай—Макао | Zona de Administração de Macau na Ilha Fronteiriça Artificial da Ponte Hong Kong – Zhuhai – Macau, 港珠澳大橋珠澳口岸人工島澳門口岸管理區 | 0,7            |
| -                             | Зона С — новая городская зона                                                       | Zona C das Novas Zonas Urbanas, 新城C區                                                                                                   | 0,3            |
| -                             | Университет Макао — новый корпус                                                    | Novo campus da Universidade de Macau, 澳門大學新校區                                                                                      | 1,0            |
| Общая площадь земли САР Макао | Общая площадь земли САР Макао                                                       | Общая площадь земли САР Макао | 34,3           |
| Территориальные воды          | Территориальные воды                                                                | Территориальные воды | 85             |
| Всего САР Макао               | Всего САР Макао                                                                     | Всего САР Макао | 119,3          |

## Список бывших муниципалитетов Макао
|  | Муниципалитет Макао Concelho de Macau 澳門市  | Граничил с полуостровом Макао        |
|  | Муниципалитет Ильяс Concelho das Ilhas 海島市 | Граничил с островами Тайпа и Колоан. |